# Ас-Саляль, Абдалла
Абдалла ас-Саляль (9 января 1917 — 5 марта 1994) (англ. Abdullah as-Sallal), (араб. عبد الله السلال‎) — йеменский военный и государственный деятель; лидер Сентябрьской революции 1962 года в Северном Йемене; 1-й президент Северного Йемена (27 сентября 1962 — 5 ноября 1967), трижды занимал пост премьер-министра в 1962–1963, 1965 и 1966–1967 годах.
При поддержке Египта ликвидировал монархический режим короля Мухаммада аль-Бадра, новое правительство было признано, в частности, СССР. Во внешней политике придерживался антизападного курса.

## Биография
Из семьи крупного торговца. В 1939 закончил военную академию в Ираке в звании лейтенанта. Активно участвовал в попытке государственного переворота в феврале 1948, когда был убит имам Яхъя. Отбыл 7-летний тюремный срок. Благодаря заступничеству наследного принца Мухаммад аль-Бадра он был амнистирован в 1955.
При монархии занимал различные должности, в частности, губернатора провинции Ходейда (в 1959—1961), главы Военного училища и начальника личной охраны имама Мухаммад аль-Бадра, последнего главы Йеменского Мутаваккилийского Королевства.
19 сентября 1962 был произведён в полковники и назначен начальником генерального штаба.
Присоединился к революционным силам во главе с Советом революционного командования (СРК) (насеристы капитаны Абдалла Джузейлан и Абд аль-Латиф Дайфалла и лейтенант Али Абд аль-Мугни), которые 26 сентября 1962 свергли короля-имама Мухаммад аль-Бадра и упразднили монархию, и был выбран организацией Свободные офицеры, проведшей переворот, в качестве первого президента Йеменской Арабской Республики.
С 27 сентября 1962 — бригадный генерал, позже ему было присвоено звание маршала.

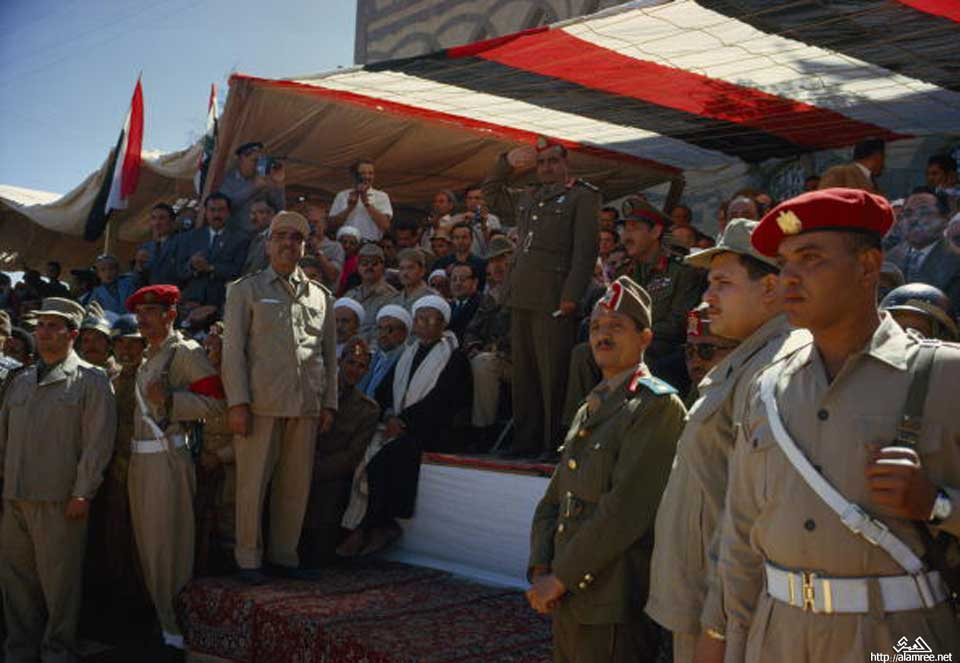
Абдалла Ас-Саляль на военном параде, март 1963.

## Антимонархический переворот 26 сентября 1962 года
В условиях строжайшей конспирации группа высших офицеров йеменской армии создала революционную организацию, которую возглавил полковник Абдалла ас-Саляль.
Ас-Саляль стоял во главе созданной Республики, вскоре установившей тесные связи с насеровским Египтом, который стал сильнейшим союзником ЙАР (вплоть до посылки своих воинских частей в Йемен) в войне против роялистов, поддержанных Саудовской Аравией. Гражданская война в Северном Йемене между республиканцами и монархистами длилась до 1970. Ас-Саляль вёл переговоры с лидерами племён, чтобы склонить их на сторону Республики, однако нестабильность в стране сохранялась весь период его правления.
Как пишет йеменский историк Султан Наджи, 26 сентября 1962, примерно за час до выступления офицеров, имам Мухаммад аль-Бадр проводил в королевском дворце Дар аль-Башаир совещание, в котором принимал участие и Абдалла Ас-Саляль. После окончания данного совещания аль-Бадр попросил его остаться «для продолжения обсуждения вопроса о заговоре», однако Ас-Саляль уклонился от беседы на эту тему. Ас-Саляль, занимавший накануне переворота пост командира механизированного полка королевской охраны и входивший в ближайшее окружение короля аль-Бадра, в одном из своих поздних интервью говорил: «аль-Бадр предчувствовал революцию уже долгое время и много раз спрашивал меня об офицерах, которые готовят заговор. Я отвечал, что это вряд ли возможно. Однако аль-Бадр в последние дни избегал и обманывал меня. Я же, в свою очередь, поступал так же».
По распространенным сведениям, революционные офицеры хотели начать вооруженное выступление в день смерти имама Ахмеда, однако отложили его, так как многие из них, ознакомившись с первыми указами нового имама Мухаммад аль-Бадра, настояли на том, чтобы «дать возможность аль-Бадру проявить себя». Последним моментом, убедившим колебавшихся в необходимости немедленного выступления, было решение правительства аль-Бадра начать масштабные аресты оппозиционеров, чья активность активность находилась под наблюдением правящей верхушки. На первом же заседании правительства днем 26 сентября 1962 властями было принято решение об изъятии оружия и превентивном аресте 16 выявленных членов организации «Свободные офицеры».
Поздним вечером 26 сентября 1962 отряд курсантов военного училища Саны и солдат, численностью до 400 человек, сопровождаемый танками и бронетранспортерами, окружил дворец Дар аль-Башаир. Революционные офицеры предложили имаму аль-Бадру сдаться, однако он отказался, и между осаждавшими и охраной дворца завязалась перестрелка. Бой продолжался всю ночь до рассвета. По свидетельству Абдель Латифа Дейфаллы и лейтенанта Наги аль-Ашваля, принимавших участие в штурме дворца, у осаждавших кончились боеприпасы, и моральный дух их был довольно низок. Большая часть армейских частей занимала нейтральную позицию, а некоторые даже начали обстреливать повстанцев, окруживших дворец имама. В этот решающий момент к восставшим примкнул Абдалла Ас-Саляль, который приказал своему полку передать восставшим боеприпасы и военную технику. Эта поддержка склонила чашу весов в пользу восставших, которые ворвались во дворец. Воспользовавшись суматохой, имам бежал через подземный ход.
Другая группа офицеров во главе с подполковником Хасаном аль-Амри захватила местную радиостанцию и утром 27 сентября 1962 из передачи радио Саны жители страны узнали о свержении монархии. События в столице повлекли за собой выступления и в других городах Йемена.
В тот же день, 27 сентября, была провозглашена Йеменская Арабская Республика, а 28 сентября образованы первые органы новой власти — Совет революционного командования (СРК), Президентский совет и правительство.
В первый состав СРК, возглавляемый Абдаллой Ас-Салялем, вошло десять офицеров и восемь гражданских.
По решению Совета революционного командования в стране был введен комендантский час, закрыты порты и аэродромы, взяты под контроль почта, телеграф, здания государственных учреждений, дворцы членов королевской семьи и знати. 27–28 сентября в Сане были арестованы и расстреляны Яхья аш-Шами (председатель Апелляционного суда), Хасан бен Ибрагим (министр иностранных дел) и его заместитель Абдаррахман Абу Талеб, известный своими проамериканскими взглядами, губернатор Ходейды Яхья Абдель Кадер, губернатор Хадджи Мухаммед Абдель Малик, губернатор Таиза Хамуд аль-Вушали, зять имама Ахмеда Яхья Мухаммед Аббас и другие видные деятели монархического режима. Были расстреляны также задержанные в Сане члены семьи Хамидаддинов, кроме двух малолетних детей имама Ахмеда и женщин. В созданном в столице военном трибунале скопилось до 600 дел арестованных деятелей монархического режима  .
28 сентября радио Саны передало программный документ йеменских республиканцев, получивший название «Манифеста революции 26 сентября». В нём объявлялось, что целями революции были «уничтожение абсолютистской единоличной власти и иностранного влияния в Йемене, а также ликвидация монархической формы правления и установление республиканского демократического исламского режима, в основе которого лежат принципы социальной справедливости в рамках единого государства, выражающего волю народа и осуществляющего его требования».

### Внутренняя политика революционного правительства
В области внутренней политики республиканский режим был намерен проводить линию на оживление принципов шариата, ликвидировать различия между религиозными сектами и племенами, создать современную армию, осуществить революционные мероприятия в области культуры и народного образования, поощрять возвращение эмигрантов и использование их опыта и капиталов в возрождении страны.
Первый программный документ республиканцев показывал, что в программе новой власти значительное место отводилось принципам ислама и их претворению в жизнь. Подобный крен в сторону ислама и его традиций был вполне понятен: население Йемена было глубоко религиозным, и поэтому любое ущемление роли ислама в условиях республиканского режима могло бы вызвать нежелательные последствия для власти.
В программном документе революции 26 сентября были и серьезные просчёты. Так, йеменский народ рассматривался в нем как единое целое, имеющее общие требования и заботы. Подобная формулировка могла быть объяснена либо поспешностью, с которой готовился этот документ, либо отсутствием четких политических представлений у лиц, его составлявших. Даже в тронной речи имам Мухаммад аль-Бадр заверял, что он будет «помогать угнетенному и стоять на его стороне», «защищать слабого до тех пор, пока он не сравняется с сильным в своих правах», и т. п. Следует признать, что внутриполитическая часть тронной речи свергнутого монарха была наполнена более реальным социальным содержанием, чем первый публичный манифест республиканцев.
30 октября СРК издал декларацию, которая рассматривалась в качестве временной конституции ЙАР на пятилетний переходный период.
Декларация провозглашала Абдаллу Ас-Саляля избранным на посты президента, премьер-министра и верховного главнокомандующего на срок до проведения выборов и принятия постоянной конституции. В заключение указанного документа говорилось, что СРК «верит в необходимость создания конституционного демократического режима».

### Внешняя политика революционного правительства
Во внешней политике руководство ЙАР подтвердило приверженность принципам арабского национализма и как конечную цель — создание «единого арабского государства, построенного на народных демократических принципах», солидарность со всеми арабскими странами в интересах арабского национализма, укрепление Лиги арабских государств, установление экономических отношений со всеми без исключения арабскими странами и развитие наиболее тесных отношений «с освободившимися арабскими странами для достижения арабского единства». ЙАР обязывалась проводить политику неприсоединения, бороться против империализма и иностранного вмешательства во всех его формах и проявлениях, соблюдать Устав ООН, поддерживать дружеские отношения со всеми государствами, которые уважают независимость и свободу ЙАР, и принимать иностранную помощь и займы лишь при условии, что они не ущемляют независимость и свободу молодой республики.
10 октября 1962 в аденской газете «Аль-Якза» лидер южнойеменских марксистов Абдалла Баазиб выступил со статьей, в которой дал целую программу мероприятий, необходимых для «защиты нашей молодой йеменской республики и обеспечения ее движения по пути национального независимого развития, экономической независимости и социального демократического прогресса». В области внутренней политики предлагалось решительно бороться против «реакционных элементов» и сторонников свергнутого режима, создать в каждом населенном пункте отряды народного сопротивления, конфисковать имущество имама и его ближайшего окружения, провозгласить демократические свободы, опираться на народные массы и др. В области внешней политики А. Баазиб предлагал крепить дружбу ЙАР со всеми освободившимися арабскими (странами, социалистическими и дружественными государствами, сотрудничать в рамках антиимпериалистической политики со всеми освободительными движениями.
В выпущенной в Таизе листовке Движения арабских националистов (ДАН), датируемой 12 октября 1962, говорилось, что революция в Йемене знаменует собой «преддверие единства, освобождения и демократического социалистического общества». Представители ДАН приняли участие в формировании отрядов национальной гвардии. По утверждению южнойеменцев, Движение арабских националистов, несмотря на то, что было совсем недавно организовано, сыграло заметную роль в революции 26 сентября, так как было связано со «свободными офицерами» и сотрудничало в «проведении необходимых мероприятий в работе с массами, которые закрыли путь перед всеми попытками взорвать положение изнутри, особенно в первые дни после свершения революции».

### Начало гражданской войны между роялистами и республиканцами
После свержения власти имама сторонники монархии, при поддержке Саудовской Аравии начали организовывать сопротивление новым республиканским властям. По каирскому радио было передано заявление Ас-Саляля, который заявил, что его вооруженные силы готовы «преподать агрессорам незабываемый урок».
Зейдитские племена севера и северо-востока Йемена, всегда находившиеся в привилегированном положении при монархии, естественно, не собирались выступать в поддержку непонятного им республиканского режима, тем более, когда их духовный глава имам Мухаммад аль-Бадр, который в силу представлений шиитской догматики считался безгрешным и непогрешимым, был отстранен от власти. Важную роль в определении их политической ориентации играла и финансовая поддержка Саудовской Аравии, передававшей крупные суммы денег шейхам племен и йеменским монархистам. Появление имама аль-Бадра в пограничных с Саудовской Аравией районах, прибытие в его ставку эмира аль-Хасана, других спасшихся членов династии Хамидаддинов и видных деятелей монархического режима дали возможность йеменским роялистам начать организованную вооруженную борьбу против Йеменской Арабской Республики.

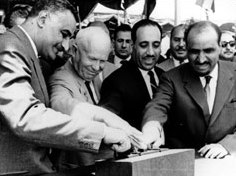
Церемония начала строительства Асуанской плотины в Египте. Слева направо: президент Египта Г. А. Насер, лидер Советского Союза Н. С. Хрущёв, президент Ирака А. С. Ареф, президент Северного Йемена А. ас-Саляль. 1964 год

Наращивание военной мощи создало опасность крупномасштабной конфронтации между двумя антагонистическими силами в арабском мире: йеменскими монархистами при поддержке саудовского короля Сауда и иорданского короля Хусейна I, и республиканцами, которые опирались на масштабную военно-материальную поддержку египетского президента Г. А. Насера.
Насер заявил, что для поддержки правительства Ас-Саляля послал в Йемен до 1000 человек, а также вооружение, военно-воздушные и морские подразделения. Ас-Саляль, со своей стороны, публично заявил о своём желании со временем объединиться с Египтом в расширенную Объединенную Арабскую Республику.
Довольно быстро режим Ас-Саляля начал принимать авторитарные формы. Так, 30 мая 1963 был издан декрет, запрещающий создание политических партий и организаций.
При правительстве ас-Саляля прошли аграрная реформа, было введено бесплатное образование и медобслуживание, активно велось строительство школ и больниц, современных зданий, аэропортов и налаживание современных коммуникаций, имели место попытки «социализации» экономики. В сентябре 1963 Ас-Саляль присутствовал на открытий нового аэропорта, построенного советскими специалистами в Рахбе, недалеко от Саны.
В марте 1964 Ас-Саляль посетил с официальным визитом СССР, во время визита был подписан советско-йеменский договор о дружбе и соглашения о культурном, экономическом и техническом сотрудничестве. 9 июня правительство ЙАР подписало с Китаем договор о дружбе и соглашения о техническом, экономическом и культурном сотрудничестве.
Во время президентства ас-Саляля сменилось шесть премьер-министров. Сам он был премьер-министром (и министром иностранных дел) трижды — с 28 сентября 1962 по 26 апреля 1963 года, 6—21 июля 1965 года, 18 сентября 1966 — 5 ноября 1967 года.

## Свержение, годы эмиграции и смерть
Был свергнут в результате бескровного военного переворота 5 ноября 1967 года во время своего визита в Ирак по пути в СССР. Был лишён всех постов и званий и заочно приговорён к смертной казни. Жил в Египте и Сирии. Вернулся в Йемен после амнистии Али Абдаллы Салеха в 1981 году.
Умер от сердечного приступа в Сане в 1994 году.